# Funiculì funiculà

Фуникулёр в 1880—1888 годах

Funiculì funiculà — неаполитанская песня, написанная итальянским журналистом Пеппино Турко и положенная на музыку композитором Луиджи Денца в 1880 году. Песня была сочинена в ознаменование открытия первого фуникулёра на вулкане Везувий.

## История
Фуникулёр к кратеру Везувия был торжественно открыт в 1880 году, но популярностью в это время он не пользовался, так как большинство туристов, взбиравшихся на Везувий, предпочитали пешие прогулки по склонам вулкана. Вскоре владельцы фуникулёра начали нести убытки. Тогда они решили заказать песню, которая послужила бы рекламой для фуникулёра.
Незадолго до народного песенного праздника Пьедигротта заказ на новую песню обязались выполнить двое друзей — журналист Пеппино Турко и композитор Луиджи Денца. Написанная ими песня быстро получила известность, а фуникулёр начал приносить прибыль. Выход песни пришёлся как раз на начало бурного расцвета неаполитанской песни, отличающейся необычайной экспрессией, выразительностью и мелодичностью.
Песня исполнялась, в частности,  Анной Герман, Беньямино Джильи, Марио Ланца, Лучано Паваротти, Муслимом Магомаевым.
Мелодию песни использовали Рихард Штраус (финал симфонической фантазии «Из Италии»), Николай Римский-Корсаков («Неаполитанская песня» для оркестра).

## Текст песни
Aisséra, Nanninè', mme ne sagliette, 

Tu saje addó', tu saje addó'. 

Addó', 'sto core 'ngrato, 

cchiù dispiette 

Farme nun pò, farme nun pò. 

Addó' lo ffuoco coce,ma si fuje, 

Te lassa stá, te lassa stá. 

E nun te corre appriesso e nun te struje 

Sulo a guardá, sulo a guardá. 

Jammo, jammo, 'ncoppa jammo ja'. 

Jammo, jammo, 'ncoppa jammo ja'. 

Funiculí - funiculá, funiculí - funiculá. 

'Ncoppa jammo ja', funiculí - funiculá. 

Nèh jammo, da la terra a la montagna, 

No passo nc'è, no passo nc'è. 

Se vede Francia, Pròceta, la Spagna 

E io veco a te, e io veco a te. 

Tiráte co li ffune, ditto 'nfatto, 

'Ncielo se va, 'ncielo se va. 

Se va comm'a lo viento e, a ll'intrasatto, 

Gué saglie sá', 

gué saglie sá'. 

Jammo, jammo, 'ncoppa jammo ja'. 

Jammo, jammo, 'ncoppa jammo ja'. 

Funiculí - funiculá, funiculí - funiculá. 

'Ncoppa jammo ja', funiculí - funiculá. 

Jammo, jammo, 'ncoppa jammo ja'. 

Jammo, jammo, 'ncoppa jammo ja'. 

Funiculí - funiculá, funiculí - funiculá. 

'Ncoppa jammo ja', funiculí - funiculá

## Русский перевод
Сегодня вечером, Наннина, я пришёл
В те места, которые тебе знакомы,
Которые тебе знакомы.
Туда, где суровое сердце никаких обид
Не сможет причинить, не сможет причинить.
Туда, где обжигает страсть, но если убежать
Она отпускает тебя, она отпускает тебя.
И не мчится за тобой и не губит тебя,
Можно только лишь смотреть ей вслед.
Мы несёмся, мы мчимся вверх,
На фуникулёре, на фуникулёре.
Мы мчимся вверх
На фуникулёре.
Мы мчимся с тобой, от земли до горы
Всего один шаг, всего один шаг.
И вот видна Франция, Прочида и Испания,
А я вижу только тебя, я вижу только тебя.
Держись покрепче за ремни,
Нас уносит в небо, нас уносит в небо.
Нас уносит словно ветром, и вот,
Мы поднялись на вершину, мы поднялись,
Мы поднялись.
Мы несёмся, мы мчимся вверх,
На фуникулёре, на фуникулёре.
Мы мчимся вверх
На фуникулёре.
Мы несёмся, мы мчимся вверх,
На фуникулёре, на фуникулёре.
Мы мчимся вверх
На фуникулёре.